# Луї Ґрессьє
Луї Ґрессьє (фр. Louis Gressier, 12 травня 1897 — 14 січня 1959) — французький академічний веслувальник.
Срібний призер Олімпійських Ігор 1924 року в складі розпашної четвірки зі стерновим.